# Andrew Crofts
Andrew Lawrence Crofts (Chatham, 27 de Maio de 1984) é um ex-futebolista galês nascido na Inglaterra que atuava como meio-campo. Atualmente, é treinador interino do Brighton & Hove Albion.
Tendo passado pelas categorias de base do Chelsea, Crofts foi revelado ao futebol pelo Gillingham, clube que defendeu até 2008, quando deixou o mesmo para duas passagens por empréstimo por conta de problemas com o então treinador do clube, primeiro ao Peterborough United e depois Wrexham. Não chegou a retornar ao clube após os empréstimos, assinando com o Brighton & Hove Albion. Disputou cinquenta partidas em sua primeira passagem pelo clube sulista, o suficiente para chamar a atenção do Norwich City. Pelo novo clube, conseguiu em sua primeira temporada o vice-campeonato da segunda divisão inglesa, tendo participado de todas as 44 partidas do clube no campeonato. A seguinte, entretanto, acabou tendo um desempenho instável, terminando na reserva, embora tenha participado de 24 das 38 partidas do clube na liga. Deixou o Norwich ao fim da temporada, retornando ao Brighton.